# Katastrofa lotnicza w Irkucku (1997)
Katastrofa lotnicza w Irkucku – 6 grudnia 1997 roku samolot Antonow An-124-100 Rusłan lecący z Irkucka do bazy Cam Ranh w Wietnamie z planowanym międzylądowaniem we Władywostoku, rozbił się zaraz po starcie z Irkucka. Wynajmowany przez Ukrainian Cargo Airways samolot przewoził dwa myśliwce Suchoj Su-27 o łącznej masie 40 ton przeznaczone dla Ludowych Sił Powietrznych Wietnamu. Jest to największa katastrofa z udziałem samolotu Antonow An-124 Rusłan.

## Samolot

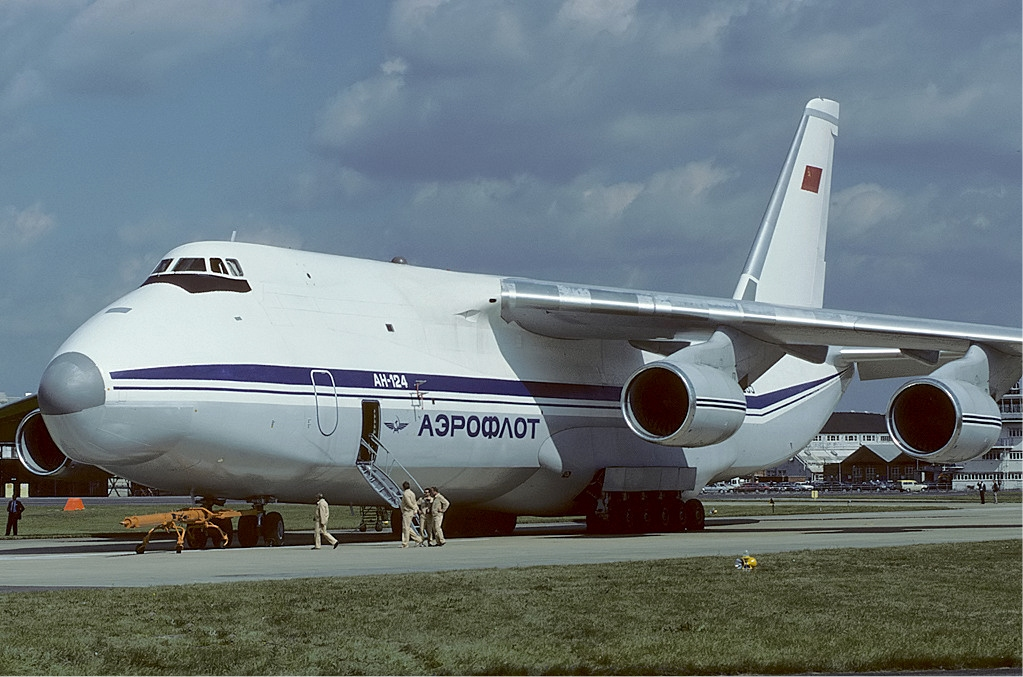
Samolot, który uległ katastrofie. Zdjęcie wykonano na lotnisku w Farnborough, w 1986 roku.

Samolot Antonow An-124-100 został wpisany na stan Aerofłotu z rejestracją CCCP-82005 w 1985 roku, jego pierwszy lot odbył się 30 października 1985 roku. W dniu 14 lutego 1988 roku został przekazany do Sił Powietrznych ZSRR, gdzie ostatecznie trafił do 556. Pułku Lotnictwa Transportowego z dyslokacją w Seszczy, z numerem operacyjnym 08. Po upadku ZSRR rejestrację zmieniono na RA-82005. Napęd stanowiły 4 silniki turbowentylatorowe Progress D-18T. Na dzień wypadku samolot miał wylatane 576 cykli i ponad 1034 godzin w Rosyjskich Siłach Powietrznych.

## Przebieg katastrofy
6 grudnia 1997 roku maszyna o rejestracji RA-82005 kołowała na pas startowy w pobliżu zakładów lotniczych Irkut. Załogę stanowiło 8 członków Sił Powietrznych Rosji pod dowództwem Władimira Fiedorowa; drugim pilotem był Michaił Bruczanow. Oprócz tego samolot przewoził 15 pasażerów, głównie przedstawicieli irkuckiego kombinatu lotniczego oraz dwa samoloty Su-27UB o łącznej masie 40 ton. W tym dniu w Irkucku temperatura wynosiła poniżej -20 stopni Celsjusza.
O godzinie 14:42 An-124 wystartował z pasa 14 w kierunku miasta. Zaraz po oderwaniu się samolotu od ziemi silnik nr 3 zgasł na wysokości około 5 m. Antonow w dalszym ciągu wzbijał się pod dużym kątem natarcia i silniki nr 1 i 2 także uległy pompażowi. 8 sekund po starcie na wysokości 66 metrów, po utracie trzech silników, maszyna zaczęła spadać. Chociaż piloci próbowali utrzymać kontrolę nad maszyną za pomocą działającego silnika, samolot przechylony w prawo uderzył prawym skrzydłem w bloki na ulicy Mira, 1600 m od końca pasa startowego i runął na ziemię. W katastrofie zniszczony został blok mieszkalny nr 45 przy ulicy Grażdanskiej. Ogon znacząco uszkodził blok numer 120 przy ulicy Mira i sąsiedni dom dziecka.
Bilans ofiar wyniósł 72 osoby, w tym czternaścioro dzieci. Zginęły wszystkie osoby przebywające na pokładzie samolotu. Siedemdziesiąt rodzin straciło dach nad głową. Na miejscu jednego ze zburzonych budynków zbudowano cerkiew Narodzenia Pańskiego.

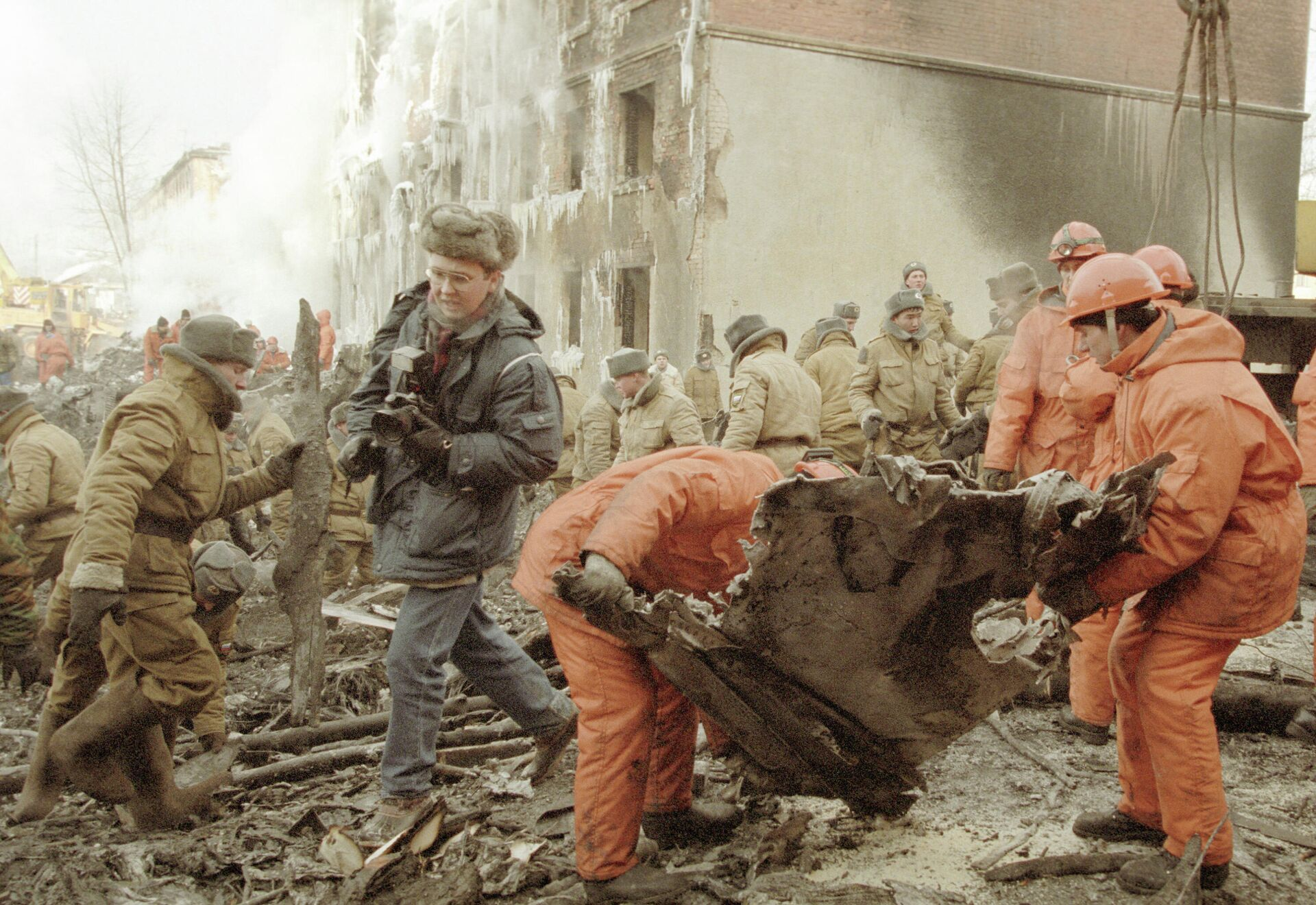
Ekipa ratunkowa na miejscu katastrofy

## Badanie przyczyn katastrofy
Powołano specjalną komisję w celu zbadania przyczyn katastrofy.
Obydwa rejestratory lotu, w tym rejestrator rozmów załogi, znajdowały się w centrum ognia i były zbyt uszkodzone, aby dostarczyć istotne dane. Jako przyczynę awarii trzech silników naraz oficjalnie uznano nadmierne przeciążenie samolotu.
W rozmowie z gazetą Moskowskij Komsomolec, pilot-oblatywacz Aleksander Akimenkow powiedział, że przyczyną wypadku RA-82005 w Irkucku mogło być użycie przez jednego z pasażerów chińskiego radiotelefonu, który miał wpływ na pracę elektroniki.
Mjr gen. Borys Tumanow, były szef służby bezpieczeństwa lotniczego w Rosji (1993-2002) i członek komisji śledczej ds. wypadków lotniczych z udziałem samolotów wojskowych, powiedział gazecie Moskowskij Komsomolec, że przyczyną wypadku była awaria trzech silników w wyniku przeciągnięcia.
W 2009 roku Fedor Murawczenko, Generalny Projektant Biura Projektowania Iwczenko-Progress (twórcy silników lotniczych dla An-124), podał własną wersję przyczyn katastrofy. Na podstawie danych tego przedsiębiorstwa badawczego oraz własnych obliczeń teoretycznych stwierdził, że przekraczająca normy zawartość wody w paliwie lotniczym spowodowała powstanie lodu i zatkanie filtrów paliwa, powodując zgaszenie silników.
Tuż po katastrofie pojawiły się spekulacje, że przyczyną mógł być błąd obsługi naziemnej. W dniu startu w Irkucku panowała temperatura poniżej –20 °C. RA-82005 poprzedniego dnia przyleciał z Wietnamu i w zbiornikach mogły się nadal znajdować duże zapasy paliwa. W takiej sytuacji należało wypompować nieprzystosowane do niskich temperatur paliwo lotnicze zatankowane w Wietnamie przed zatankowaniem samolotu w Irkucku. Niewykonanie tych czynności mogło zaważyć o losie samolotu.